# Meiothecium hamatulum
Meiothecium hamatulum là một loài Rêu trong họ Sematophyllaceae. Loài này được (Besch.) Broth. mô tả khoa học đầu tiên năm 1908.